# Лундбек, Свен-Оке
Свен-Оке Лундбек (швед. Sven-Åke Lundbäck; 26 января 1948 года, Тёре) — шведский лыжник, олимпийский чемпион, двукратный чемпион мира, обладатель неофициального Кубка мира. Муж известной лыжницы Лены Карлзон-Лундбек. 

## Карьера
В сезоне 1977/78 Лундбек победил в общем зачёте ещё неофициального на тот момент Кубка мира.
На Олимпийских играх 1972 года в Саппоро завоевал золотую медаль в гонке на 15 км, кроме того занял 13-е место в гонке на 30 км и 4-е место в эстафете.
На Олимпийских играх 1976 года в Инсбруке стал 30-м в гонке на 15 км, 35-м в гонке на 30 км, 16-м в гонке на 50 км и 4-м в эстафете.
На Олимпийских играх 1980 года в Лейк-Плэсиде занял 17-е место в гонке на 30 км, 8-е место в гонке на 50 км и 5-е место в эстафете.
На чемпионате мира-1978 в Лахти завоевал два золота, в гонке на 50 км и эстафете.
После окончания спортивной карьеры работал школьным учителем.